# Socopo
Socopo é uma cidade venezuelana, capital do município de Antonio José de Sucre.